# Ruschia decurrens
Ruschia decurrens är en isörtsväxtart som beskrevs av L. Bol. Ruschia decurrens ingår i släktet Ruschia och familjen isörtsväxter. Inga underarter finns listade i Catalogue of Life.